# Jean-Claude Garde
Pour les articles homonymes, voir Garde.
Jean-Claude Garde (né le 12 septembre 1960 à Condrieu)  est un coureur cycliste français, professionnel de 1985 à 1989. Il est le frère cadet de Dominique Garde.

## Biographie
Passé professionnel en 1985 dans l'équipe Skil-Kas-Miko, Jean-Claude Garde termine dès sa première saison sur le podium du Tour du Limousin. Il a participé une fois au Tour d'Espagne en 1985 et au Tour de France, en 1986. Il ne compte aucune victoire professionnelle.

## Palmarès

### Palmarès amateur
- 1979
  - 3e du Grand Prix de Saint-Symphorien-sur-Coise
- 1981
  - Tour du Béarn-Aragon
  - 3e du Circuit des Monts du Livradois
- 1982
  - Grand Prix de Saint-Symphorien-sur-Coise
  - 2e du Grand Prix de Puy-l'Évêque
  - 3e du Grand Prix du Cru Fleurie
- 1983
  - 2e de Paris-Vailly
  - 3e du Grand Prix Mathias
  - 3e du Grand Prix du Cru Fleurie
  - 3e de Bourg-Oyonnax-Bourg
  - 3e du championnat du Lyonnais
- 1984
  - Printemps Nivernais
  - 3e du Grand Prix de Saint-Étienne Loire
  - 9e du Tour du Vaucluse

### Palmarès professionnel
- 1985
  - 3e du Tour du Limousin

## Résultats sur les grands tours

### Tour de France
1 participation 
- 1986 : 57e

### Tour d'Espagne
1 participation 
- 1985 : 69e

## Course d'orientation
Licencié en course d'orientation au club Orient'Express 42 (Pélussin), il participe régulièrement aux championnats de France.